# ザザ・パチュリア
ザザ・パチューリア（英語: Zaza Pachulia,グルジア語: ზაზა ფაჩულია）ことザウル・パチュリア（Zaur Pachulia、1984年2月10日 - ）はソビエト連邦グルジア共和国（現国名：ジョージア) トビリシ出身の元バスケットボール選手。NBAのゴールデンステート・ウォリアーズなどで活躍し、現在は同チームの相談役。ポジションはセンター、パワーフォワード。身長211cm、体重125kg。

## 経歴

### 欧州時代
パチュリアは若い年齢からグルジア (現 : ジョージア) では非常に優れたバスケットボール選手として知られていた。13歳の時、既に204cmという長身だったことからも窺える。トルコのプロチームが偵察に訪れることもあったという。また若くしてジョージア代表としてプレイし、東ヨーロッパ諸国のライバル国を打ち負かすことがしばしばあった。そして、パチュリアは国民の注目を集める存在になったのである。そしてトルコリーグのフェネルバフチェ・ユルケルでプレイした後、NBAの指名を受けることになった。

### NBA
オーランド・マジック
2003年のNBAドラフトで、オーランド・マジックから2巡目（全体42位）指名を受けてNBA入りした。1年目の03-04シーズンは59試合の出場だったが、平均11分間の出場に留まった。シーズンオフになるとシャーロット・ボブキャッツの新加入によるエクスパンション・ドラフトが開催され、マジックはパチュリアをプロテクト（保持）することなく、ボブキャッツはパチュリアを指名した。しかし、そのまま入団することなく、ボブキャッツは指名権と引き換えにパチュリアをミルウォーキー・バックスに放出した。
ミルウォーキー・バックス
2年目となる04-05シーズンは、シーズンを通して出場したが、なかなかヨーロッパでの前評判を決定付けるようなインパクトは残せなかった。しかし、堅実な働きでチームに貢献。オフにFAになると、かねてから有能な若手選手に注目していたアトランタ・ホークスと契約した。
アトランタ・ホークス
パチュリアが才能を開花させ、インサイドの要として、チームにとって欠かせない存在になったのが3年目となる05-06シーズンである。出場した78試合全てで先発出場を果たした。ダブル・ダブルも多く記録。
近年はベンチからの出場が多く。07-08シーズンは、わずか5試合の先発出場に止まり十分なプレイタイムが与えられなかった。自身初のプレーオフでは、ボストン・セルティックスのケビン・ガーネット相手に睨み合いをするなどした。
ミルウォーキー・バックス
アトランタ・ホークスに8年間在籍した後、2013年7月17日に、04-05シーズンに在籍したミルウォーキー・バックスに移籍した。
ダラス・マーベリックス
2015年7月9日、将来のドラフト指名権との交換トレードでダラス・マーベリックスに移籍した。
ゴールデンステート・ウォリアーズ
2016年7月4日、初優勝とリングを求め1年290万ドルという破格の金額でゴールデンステート・ウォリアーズと契約した。プレーオフカンファレンスファイナルではサンアントニオ・スパーズ戦の第1戦で、カワイ・レナードと接触した際にレナードの左足首の負傷が悪化するというアクシデントが発生（後述）。レナードは以降試合出場が不可となったことも影響し、ウォリアーズはシリーズをスイープで勝ち抜いた。パチュリアはジョージア（旧国名 : グルジア）出身のNBA選手として初のNBAファイナルに出場することになり、見事にNBAチャンピオンを勝ち取った。

## その他
- 趣味はファッション。オフコートではアルマーニなどのスーツを着こなす。チームメイトも彼のファッションセンスを認めているという。

- 母親のマリナも70年代に活躍したグルジアの元バスケットボール選手である。
- 2017年プレーオフでカワイ・レナードを負傷させてしまったことについて、サンアントニオ市民から”プレーオフの価値を下げた”として訴訟を起こされるもこの訴えは裁判所によって即却下された。その後パチュリアの家族に殺害予告がされるなど緊迫した状況にまで発展した。

## 個人成績

### レギュラーシーズン
| シーズン   | チーム     | GP   | GS  | MPG  | FG%  | 3P%  | FT%  | RPG | APG | SPG | BPG | TO  | PPG  |
| ---------- | ---------- | ---- | --- | ---- | ---- | ---- | ---- | --- | --- | --- | --- | --- | ---- |
| 2003–04    | ORL        | 59   | 2   | 11.3 | .389 | ---  | .644 | 2.9 | .2  | .4  | .2  | .6  | 3.3  |
| 2004–05    | MIL        | 74   | 4   | 18.9 | .452 | .000 | .746 | 5.1 | .8  | .6  | .5  | .9  | 6.2  |
| 2005–06    | ATL        | 78   | 78  | 31.4 | .451 | .000 | .735 | 7.9 | 1.7 | 1.1 | .5  | 2.3 | 11.7 |
| 2006–07    | ATL        | 72   | 47  | 28.1 | .474 | .000 | .786 | 6.9 | 1.5 | 1.1 | .5  | 2.3 | 12.2 |
| 2007–08    | ATL        | 62   | 5   | 15.2 | .437 | .000 | .706 | 4.0 | .6  | .4  | .2  | 1.1 | 5.2  |
| 2008–09    | ATL        | 77   | 26  | 19.1 | .497 | .000 | .709 | 5.7 | .7  | .5  | .3  | 1.2 | 6.2  |
| 2009–10    | ATL        | 78   | 1   | 14.0 | .488 | .000 | .650 | 3.8 | .5  | .5  | .4  | .7  | 4.3  |
| 2010–11    | ATL        | 79   | 7   | 15.7 | .461 | ---  | .754 | 4.2 | .7  | .4  | .3  | .9  | 4.4  |
| 2011–12    | ATL        | 58   | 44  | 28.3 | .499 | ---  | .741 | 7.9 | 1.4 | .9  | .5  | 1.4 | 7.8  |
| 2012–13    | ATL        | 52   | 15  | 21.8 | .473 | .000 | .757 | 6.5 | 1.5 | .7  | .2  | 1.3 | 5.9  |
| 2013–14    | MIL        | 53   | 43  | 25.0 | .427 | .000 | .846 | 6.3 | 2.6 | .8  | .3  | 1.7 | 7.7  |
| 2014–15    | MIL        | 73   | 45  | 23.7 | .454 | .000 | .788 | 6.8 | 2.4 | 1.1 | .3  | 1.8 | 8.3  |
| 2015–16    | DAL        | 76   | 69  | 26.4 | .466 | .000 | .768 | 9.4 | 1.7 | .8  | .3  | 1.6 | 8.6  |
| 2016–17    | GSW        | 70   | 70  | 18.1 | .534 | .000 | .778 | 5.9 | 1.9 | .8  | .5  | 1.2 | 6.1  |
| 2017–18    | GSW        | 69   | 57  | 14.1 | .564 | .000 | .806 | 4.7 | 1.6 | .6  | .2  | 1.0 | 5.4  |
| 通算：15年 | 通算：15年 | 1030 | 513 | 20.7 | .470 | .000 | .750 | 5.9 | 1.3 | .7  | .4  | 1.3 | 6.9  |

### プレーオフ
| シーズン  | チーム    | GP | GS | MPG  | FG%  | 3P%  | FT%  | RPG | APG | SPG | BPG | TO  | PPG |
| --------- | --------- | -- | -- | ---- | ---- | ---- | ---- | --- | --- | --- | --- | --- | --- |
| 2008      | ATL       | 7  | 0  | 15.0 | .280 | .000 | .714 | 2.9 | .3  | .3  | .0  | 1.3 | 4.1 |
| 2009      | ATL       | 11 | 1  | 23.6 | .415 | ---  | .762 | 6.9 | .3  | .5  | .3  | 1.3 | 6.9 |
| 2010      | ATL       | 11 | 0  | 14.6 | .514 | ---  | .625 | 3.5 | .3  | .2  | .6  | .8  | 4.6 |
| 2011      | ATL       | 11 | 0  | 17.7 | .478 | ---  | .773 | 4.9 | 1.2 | .2  | .1  | .8  | 3.5 |
| 2015      | MIL       | 6  | 6  | 21.5 | .400 | ---  | .615 | 6.7 | 1.5 | 1.7 | .5  | .8  | 6.7 |
| 2016      | DAL       | 5  | 4  | 22.4 | .375 | ---  | .882 | 5.4 | 3.2 | .6  | .2  | .4  | 6.6 |
| 2017      | GSW       | 15 | 15 | 14.1 | .533 | .000 | .765 | 3.8 | .8  | .5  | .3  | .9  | 5.1 |
| 2018      | GSW       | 7  | 0  | 3.7  | .571 | ---  | .750 | 1.7 | .1  | .4  | .1  | .4  | 2.4 |
| 出場：8回 | 出場：8回 | 73 | 26 | 16.4 | .446 | .000 | .738 | 4.4 | .8  | .5  | .3  | .9  | 5.0 |